# Єзьори-Високі
Єзьори-Високі (пол. Jeziory Wysokie) — село в Польщі, у гміні Броди Жарського повіту Любуського воєводства.
Населення — 261 особа (2011).
У 1975-1998 роках село належало до Зеленогурського воєводства.

## Демографія
Демографічна структура станом на 31 березня 2011 року:
|          | Загалом | Допрацездатний вік | Працездатний вік | Постпрацездатний вік |
| -------- | ------- | ------------------ | ---------------- | -------------------- |
| Чоловіки | 126     | 36                 | 86               | 4                    |
| Жінки    | 135     | 32                 | 85               | 18                   |
| Разом    | 261     | 68                 | 171              | 22                   |